# 導國王
澄（？—前413年），是古朝鲜之箕子朝鲜的君主，东史年表认为在位於前432年至前413年，諡號導國王（韓語：도국왕），後王位由兒子赫聖王繼承。